# Казадио (Болоња)
Казадио (итал. Casadio) је насеље у Италији у округу Болоња, региону Емилија-Ромања.
Према процени из 2011. у насељу је живело 23 становника. Насеље се налази на надморској висини од 28 м.